# Anna d'Aumale
Anna de Lorena (en francès Anne de Lorraine o Anne d'Aumale) va néixer a París el 1600 i va morir a la mateixa capital francesa el 10 de febrer de 1638. Era una noble francesa de la Casa de Lorena, filla del duc Carles I d'Aumale (1555-1631) i de Maria de Lorena (1555-1605). Al moment del seu casament va recuperar el ducat d'Aumale que havia estat confiscat al seu pare el 1595.

## Matrimoni i fills
El 18 d'abril de 1618 es va casar a Brussel·les amb el duc Enric I de Savoia-Nemours (1572-1632), fill del duc de Nemours i comte de Ginebra Jaume de Savoia-Nemours (1531-1585) i de la duquessa d'Aumale Anna d'Este (1531-1607). El matrimoni va tenir els següents fills: 
- Lluís (1615-1641).
- Francesc Pau (1619-1627).
- Carles Amadeu (1624-1652), casat amb Elisabet de Borbó).
- Enric II (1625-1659), casat amb Marie d'Orleans (1625-1707).